# Landtag des freien Volksstaates Württemberg
Der Landtag des freien Volksstaates Württemberg war das Landesparlament und damit die Legislative des Volksstaates Württemberg in der Weimarer Republik. Sein Vorgänger waren die Landstände des Königreichs Württemberg. Nach dem Zweiten Weltkrieg wurden anstelle des Landes Württemberg die Länder Württemberg-Baden und Württemberg-Hohenzollern errichtet. Deren Landtage in Stuttgart und Tübingen führten die Tradition des Württembergischen Landtags fort. Seit 1952 trat der Landtag von Baden-Württemberg an ihre Stelle.

## Rechtsgrundlage und Aufbau

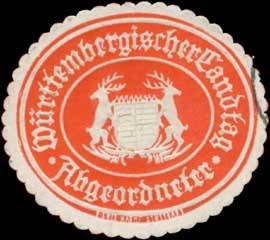
Siegelmarke für ein Mitglied des Landtags

Der Landtag wurde gemäß § 11 Abs. 1 der Landesverfassung (LV) für vier Jahre gewählt. Wahlberechtigt waren Frauen und Männer ab dem 20. Lebensjahr. Der Landtag konnte nach § 16 Abs. 1 nur durch Volksabstimmung aufgelöst werden. Der Landtag beschloss gemäß § 6 LV die Gesetze, wählte das Staatsministerium und überwachte die Exekutive. Gemäß § 19 Abs. 2 LV konnte der Landtag die Verfassung mit Zweidrittelmehrheit bei Anwesenheit von zwei Dritteln der Abgeordneten ändern. Die Anzahl der Abgeordneten wurde für die einzelnen Legislaturperioden mehrmals geändert. Die Parteien hatten eine relativ starke Stellung. So regelte § 7 (1) Ziffer 6 Wahlgesetz, dass ein Parteiaustritt eines Abgeordneten zu einem Mandatsverlust führte.

## Sitz
Der Landtag hatte seinen Sitz in den zum Teil jahrhundertealten Landtagsgebäuden im Quartier der Stuttgarter Kronprinz- / Lindenstraße, Calwer / Kanzleistraße. Diese alte Ständevertretung der Renaissance (die so genannte „Landschaft“) residierte in einem Gebäude, das Jakob Salzmann 1580–1585 errichtet hatte und dessen Fassade 1745 dem Rokoko-Geschmack angepasst worden war. Der mehrfach umgebaute Komplex wurde zuletzt mit dem Kanzleigebäude im Stil der Neorenaissance (1876/77 von Spindler und Sauter) ergänzt. In der Nacht vom 20. auf den 21. Februar 1944 wurden diese Gebäude durch schwere Bombentreffer und einen Flächenbrand zerstört, wobei auch landeshistorisch wertvolle Archivbestände vernichtet wurden.

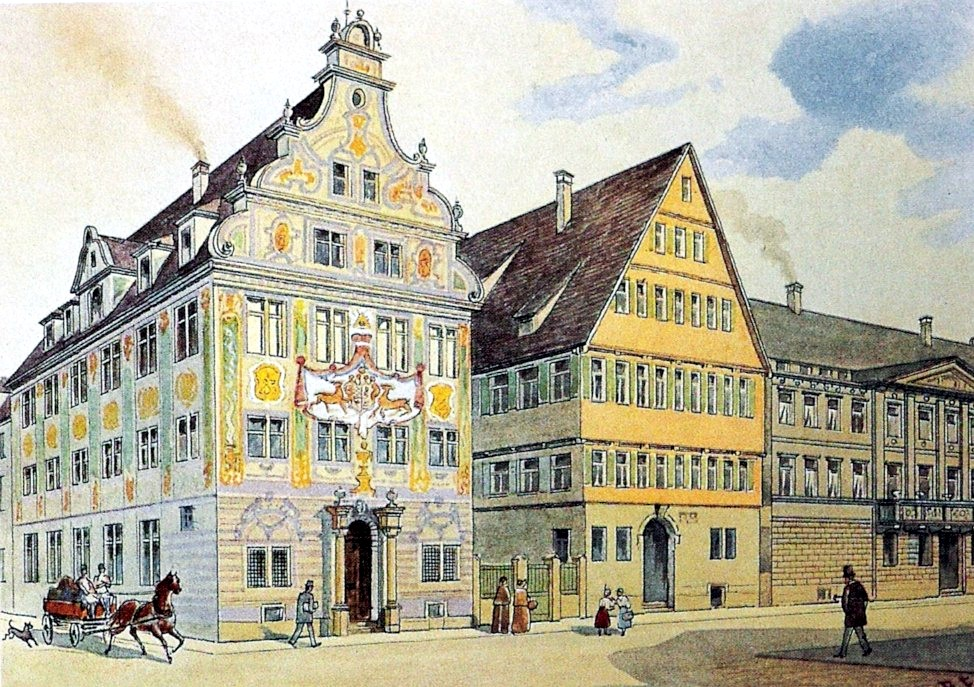
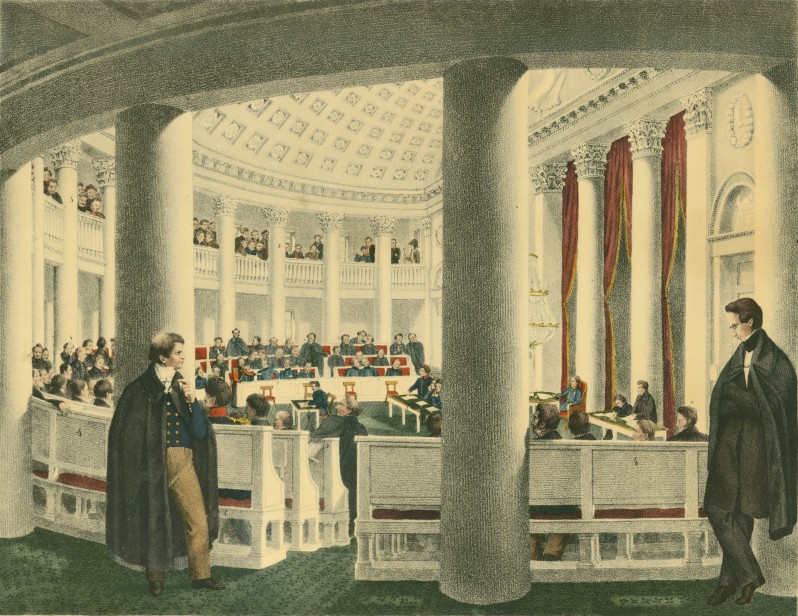

## Landtagspräsidenten

### Präsident der Verfassunggebenden Landesversammlung
- 1919–1920: Wilhelm Keil (SPD)

### Präsidenten des Landtags von Württemberg
- 1920–1924: Karl Walter (Zentrum)
- 1924–1928: Theodor Körner (WBWB)
- 1928–1932: Albert Pflüger (SPD)
- 1932–1933: Christian Mergenthaler (NSDAP)
- 1933:–0000 Jonathan Schmid (NSDAP)
- 1933–1934: Karl Waldmann (NSDAP)

## Landtagswahlen

### Wahl zur Verfassunggebenden Landesversammlung am 12. Januar 1919
Wahlberechtigt waren 1.449.216 Bürger. Die Wahlbeteiligung lag bei 90,9 %, wobei 99,8 % gültige Stimmen abgegeben wurden. Die Verfassunggebende Landesversammlung umfasste 150 Sitze, von denen 137 an Männer und 13 an Frauen vergeben wurden.
- USPD: 4
- SPD: 52
- WBB: 10
- WKWB: 4
- DDP: 38
- Zentrum: 31
- WBP: 11

| Landtagswahl 1919                | Landtagswahl 1919 | Landtagswahl 1919 | Landtagswahl 1919 |
| Partei                           | Stimmanteil in %  | Sitze             |                   |
| -------------------------------- | ----------------- | ----------------- | ----------------- |
| SPD                              | 34,5 %            | 52 Sitze          |                   |
| DDP                              | 25,0 %            | 38 Sitze          |                   |
| Zentrumspartei                   | 20,8 %            | 31 Sitze          |                   |
| Bürgerpartei                     | 7,4 %             | 11 Sitze          |                   |
| Württembergischer Bauernbund     | 5,8 %             | 10 Sitze          |                   |
| USPD                             | 3,1 %             | 4 Sitze           |                   |
| Kleinbauern- und Weingärtnerbund | 2,7 %             | 4 Sitze           |                   |

An 100 % fehlende Stimmen = nicht im Landtag vertretene Wahlvorschläge
Liste der Mitglieder der Verfassunggebenden Landesversammlung

### Wahl zum 1. Landtag am 6. Juni 1920
Durch ein am 8. Mai 1920 beschlossenes neues Landeswahlgesetz wurde die Zahl der zu wählenden Landtagsabgeordneten auf 101 festgelegt. Wahlberechtigt waren 1.475.196 Bürger. Die Wahlbeteiligung lag bei 77,1 %, wobei 96,4 % gültige Stimmen abgegeben wurden.
- USPD: 14
- SPD: 17
- WBWB: 18
- DDP: 15
- Zentrum: 23
- DVP: 4
- BP: 10

| Landtagswahl 1920           | Landtagswahl 1920 | Landtagswahl 1920 | Landtagswahl 1920 |
| Partei                      | Stimmanteil in %  | Sitze             |                   |
| --------------------------- | ----------------- | ----------------- | ----------------- |
| Zentrumspartei              | 22,5 %            | 23 Sitze          |                   |
| Bauern- und Weingärtnerbund | 17,6 %            | 18 Sitze          |                   |
| SPD                         | 16,1 %            | 17 Sitze          |                   |
| DDP                         | 14,7 %            | 15 Sitze          |                   |
| USPD                        | 13,3 %            | 14 Sitze          |                   |
| Bürgerpartei                | 9,3 %             | 10 Sitze          |                   |
| DVP                         | 3,4 %             | 4 Sitze           |                   |
| KPD                         | 3,0 %             | 0 Sitze           |                   |

An 100 % fehlende Stimmen = nicht im Landtag vertretene Wahlvorschläge
Liste der Mitglieder des Württembergischen Landtages 1920 bis 1924

### Wahl zum 2. Landtag am 4. Mai 1924
Durch das Wahlgesetz vom 4. April 1924 wurden die zu vergebenden Landtagsmandate auf insgesamt 80 reduziert. Wahlberechtigt waren 1.533.236 Bürger. Die Wahlbeteiligung lag bei 78,3 %, wobei 99,0 % gültige Stimmen abgegeben wurden.
- KPD: 10
- SPD: 13
- WBWB: 17
- DDP: 9
- Zentrum: 17
- DVP: 3
- BP: 8
- VSB: 3

| Landtagswahl 1924                                 | Landtagswahl 1924 | Landtagswahl 1924 | Landtagswahl 1924 |
| Partei                                            | Stimmanteil in %  | Sitze             |                   |
| ------------------------------------------------- | ----------------- | ----------------- | ----------------- |
| Zentrumspartei                                    | 20,9 %            | 17 Sitze          |                   |
| Bauern- und Weingärtnerbund                       | 20,2 %            | 17 Sitze          |                   |
| SPD                                               | 16,0 %            | 13 Sitze          |                   |
| KPD                                               | 11,7 %            | 10 Sitze          |                   |
| DDP                                               | 10,6 %            | 9 Sitze           |                   |
| Bürgerpartei und Vereinigte Vaterländische Rechte | 10,4 %            | 8 Sitze           |                   |
| DVP                                               | 4,6 %             | 3 Sitze           |                   |
| Völkisch-Sozialer Block                           | 4,0 %             | 3 Sitze           |                   |

An 100 % fehlende Stimmen = nicht im Landtag vertretene Wahlvorschläge
Liste der Mitglieder des Württembergischen Landtages 1924 bis 1928

### Wahl zum 3. Landtag am 20. Mai 1928
Wahlberechtigt für die 80 zu vergebenden Landtagsmandate waren 1.653.216 Bürger. Die Wahlbeteiligung lag bei 68,9 %, wobei 98,5 % gültige Stimmen abgegeben wurden.
- KPD: 6
- SPD: 22
- WBWB: 16
- DDP: 8
- CSVD: 3
- Zentrum: 17
- DVP: 4
- BP: 4

- KPD: 6
- SPD: 21
- WBWB: 15
- DDP: 8
- CSVD: 3
- Zentrum: 16
- DVP: 4
- BP: 4
- VRP: 2
- NSDAP: 1

| Landtagswahl 1928           | Landtagswahl 1928 | Landtagswahl 1928 | Landtagswahl 1928   |
| Partei                      | Stimmanteil in %  | Sitze             | Veränderung (Sitze) |
| --------------------------- | ----------------- | ----------------- | ------------------- |
| SPD                         | 23,8 %            | 22 Sitze          | +9 Sitze            |
| Zentrumspartei              | 19,6 %            | 17 Sitze          | ±0 Sitze            |
| Bauern- und Weingärtnerbund | 18,1 %            | 16 Sitze          | −1 Sitz             |
| DDP                         | 10,1 %            | 8 Sitze           | −1 Sitz             |
| KPD                         | 7,4 %             | 6 Sitze           | −4 Sitze            |
| DNVP (Bürgerpartei)         | 5,7 %             | 4 Sitze           | −4 Sitze            |
| DVP                         | 5,2 %             | 4 Sitze           | +1 Sitz             |
| CSVD                        | 3,9 %             | 3 Sitze           | +3 Sitze            |
| VRP                         | 3,3 %             | 0 Sitze           | ±0 Sitze            |
| NSDAP                       | 1,8 %             | 0 Sitze           | ±0 Sitze            |

An 100 % fehlende Stimmen = nicht im Landtag vertretene Wahlvorschläge
Liste der Mitglieder des Württembergischen Landtages 1928 bis 1932
Die Klage der VRP und der NSDAP gegen ihre Benachteiligung durch das in Württemberg geltende Wahlgesetz führten am 22. März 1929 zum Urteil des Deutschen Staatsgerichtshofes und am 6. Juni 1929 zum Urteil des Württembergischen Staatsgerichtshofes, demzufolge die VRP nachträglich zwei Mandate und die NSDAP nachträglich ein Mandat im württembergischen Landtag erhielt. Die SPD, das Zentrum und der WBWB mussten jeweils ein Mandat abgeben.

### Wahl zum 4. Landtag am 24. April 1932
Wahlberechtigt für die 80 zu vergebenden Landtagsmandate waren 1.775.154 Bürger. Die Wahlbeteiligung lag bei 70,4 %, wobei 99,6 % gültige Stimmen abgegeben wurden.
- KPD: 7
- SPD: 14
- WBWB: 9
- DStP: 4
- CSVD: 3
- Zentrum: 17
- DNVP: 3
- NSDAP: 23

| Landtagswahl 1932           | Landtagswahl 1932 | Landtagswahl 1932 | Landtagswahl 1932   |
| Partei                      | Stimmanteil in %  | Sitze             | Veränderung (Sitze) |
| --------------------------- | ----------------- | ----------------- | ------------------- |
| NSDAP                       | 26,4 %            | 23 Sitze          | +23 Sitze           |
| Zentrumspartei              | 20,5 %            | 17 Sitze          | ±0 Sitze            |
| SPD                         | 16,6 %            | 14 Sitze          | −8 Sitze            |
| Bauern- und Weingärtnerbund | 10,7 %            | 9 Sitze           | −7 Sitze            |
| KPD                         | 9,4 %             | 7 Sitze           | +1 Sitz             |
| Deutsche Staatspartei       | 4,8 %             | 4 Sitze           | −4 Sitze            |
| DNVP                        | 4,3 %             | 3 Sitze           | −1 Sitz             |
| CSVD                        | 4,2 %             | 3 Sitze           | ±0 Sitze            |

An 100 % fehlende Stimmen = nicht im Landtag vertretene Wahlvorschläge
Liste der Mitglieder des Württembergischen Landtages 1932 bis 1933

### Wahl zum 5. Landtag am 5. März 1933 (Wahl zum 8. Reichstag)
Die Neuzusammensetzung des nur noch 60 Sitze umfassenden Landtags erfolgte gemäß dem „Gleichschaltungsgesetz“ vom 31. März 1933 entsprechend dem Ergebnis der Reichstagswahl vom 5. März 1933. Bei der Reichstagswahl waren 1.807.152 Bürger in Württemberg wahlberechtigt. Die Wahlbeteiligung lag bei 85,7 %, wobei 99,6 % gültige Stimmen abgegeben wurden.
Der 5. Landtag trat nur ein einziges Mal zusammen. Am 8. Juni 1933 wurde bei Stimmenthaltung der SPD ein „Ermächtigungsgesetz“ für Württemberg verabschiedet. Die Auflösung des Reichstags am 14. Oktober 1933 bewirkte nach § 11 des Gleichschaltungsgesetzes „ohne weiteres die Auflösung der Volksvertretungen der Länder“. Durch § 1 des Gesetzes über den Neuaufbau des Reichs vom 30. Januar 1934 wurden diese Volksvertretungen ersatzlos aufgehoben.
- KPD: 6
- SPD: 9
- WBWB: 3
- DStP: 1
- CSVD: 2
- Zentrum: 10
- DNVP: 3
- NSDAP: 26

| Landtagswahl 1933           | Landtagswahl 1933 | Landtagswahl 1933 | Landtagswahl 1933 |
| Partei                      | Stimmanteil in %  | Sitze             |                   |
| --------------------------- | ----------------- | ----------------- | ----------------- |
| NSDAP                       | 42,0 %            | 26 Sitze          |                   |
| Zentrumspartei              | 16,9 %            | 10 Sitze          |                   |
| SPD                         | 15,0 %            | 9 Sitze           |                   |
| KPD                         | 9,3 %             | 6 Sitze           |                   |
| Bauern- und Weingärtnerbund | 5,4 %             | 3 Sitze           |                   |
| Kampffront Schwarz-Weiß-Rot | 5,2 %             | 3 Sitze           |                   |
| CSVD                        | 3,2 %             | 2 Sitze           |                   |
| DDP                         | 2,2 %             | 1 Sitz            |                   |

An 100 % fehlende Stimmen = nicht im Landtag vertretene Wahlvorschläge
Liste der Mitglieder des Württembergischen Landtages 1933